# Клодт фон Юргенсбург, Карл Фёдорович
Барон Карл Фёдорович Клодт фон Ю́ргенсбург (Карл Гу́став Клодт фон Ю́ргенсбург, нем. Karl Gustav Freiherr Clodt von Jürgensburg; 25 июля 1765, близ Ревеля, Эстляндская губерния — 23 июля 1822, Омск) — военный деятель Российской империи, генерал-майор (1814) из остзейского рода Клодт фон Юргенсбург, участник русско-турецких и наполеоновских войн, геодезист и топограф; родоначальник семьи художников Клодтов, отец скульптора барона Петра Клодта.

## Биография
Карл Фёдорович Клодт фон Юргенсбург родился 25 июля 1765 года близ Ревеля; происходил из баронского рода, ведущего начало из графства Маркского в Вестфалии. Учился в Ревеле в Вышгородском училище.
В 1781 году Клодт фон Юргенсбург начал службу сержантом в Бомбардирском полку; принимал участие в русско-турецких войнах. В 1797 году в чине капитана был назначен в Свиту Его Императорского Величества. 8 августа 1806 года был произведён в полковники.
В 1812 году он был назначен обер-квартирмейстером в корпус генерала Раевского, участвовал во многих битвах Отечественной войны (в частности баталий под Салтановкой, Смоленском, Шевардином, Бородином (орден Святой Анны 2-й степени с алмазами), Тарутином, Малоярославце и других).
В 1813 году сражался в бою при Денневице и Битве народов за храбрость в которых Карл Фёдорович Клодт фон Юргенсбург был отмечен чином генерал-майора (11 января 1814). Затем был назначен комендантом города Бремена.
В 1815 году, в ходе войны седьмой коалиции, участвовал в походе во Францию в качестве начальника штаба 3-го пехотного корпуса.
С марта 1817 года и до конца жизни Клодт фон Юргенсбург — начальник штаба Отдельного Сибирского корпуса, служил в Омске; там же он и был похоронен на Кадышевском кладбище.
Из его геодезических и топографических работ известны:
1. Съемка Санкт-Петербургской губернии (1802),
2. Карта Молдавии, Валахии и Бессарабии, составленная в 1805—1811 гг.,
3. Карта Юго-восточной Сибири (где он управлял съемкой)[4].

## Семья
Жена — дочь статского советника Елизавета Яковлевна Фрейгольд. В браке родились десять детей.
Отец русского скульптора Петра Клодта и гравёра Константина Клодта, дед художника-пейзажиста Михаила Константиновича Клодта и художника Михаила Петровича Клодта.
Карл Фёдорович приходился четвероюродным братом Надежде Осиповне Ганнибал, матери поэта А. С. Пушкина.